# Kevin Cosgrove
Kevin Michael Cosgrove (New York, 6 gennaio 1955 – New York, 11 settembre 2001) è stato un imprenditore e dirigente d'azienda statunitense, vicepresidente della Aon Corporation e vittima degli attacchi terroristici dell'11 settembre.

## Biografia
Vicepresidente della Aon Corporation oltreché un vigile del fuoco, Cosgrove viveva a West Islip con la moglie Wendy, insegnante, e i suoi tre figli.

### Morte

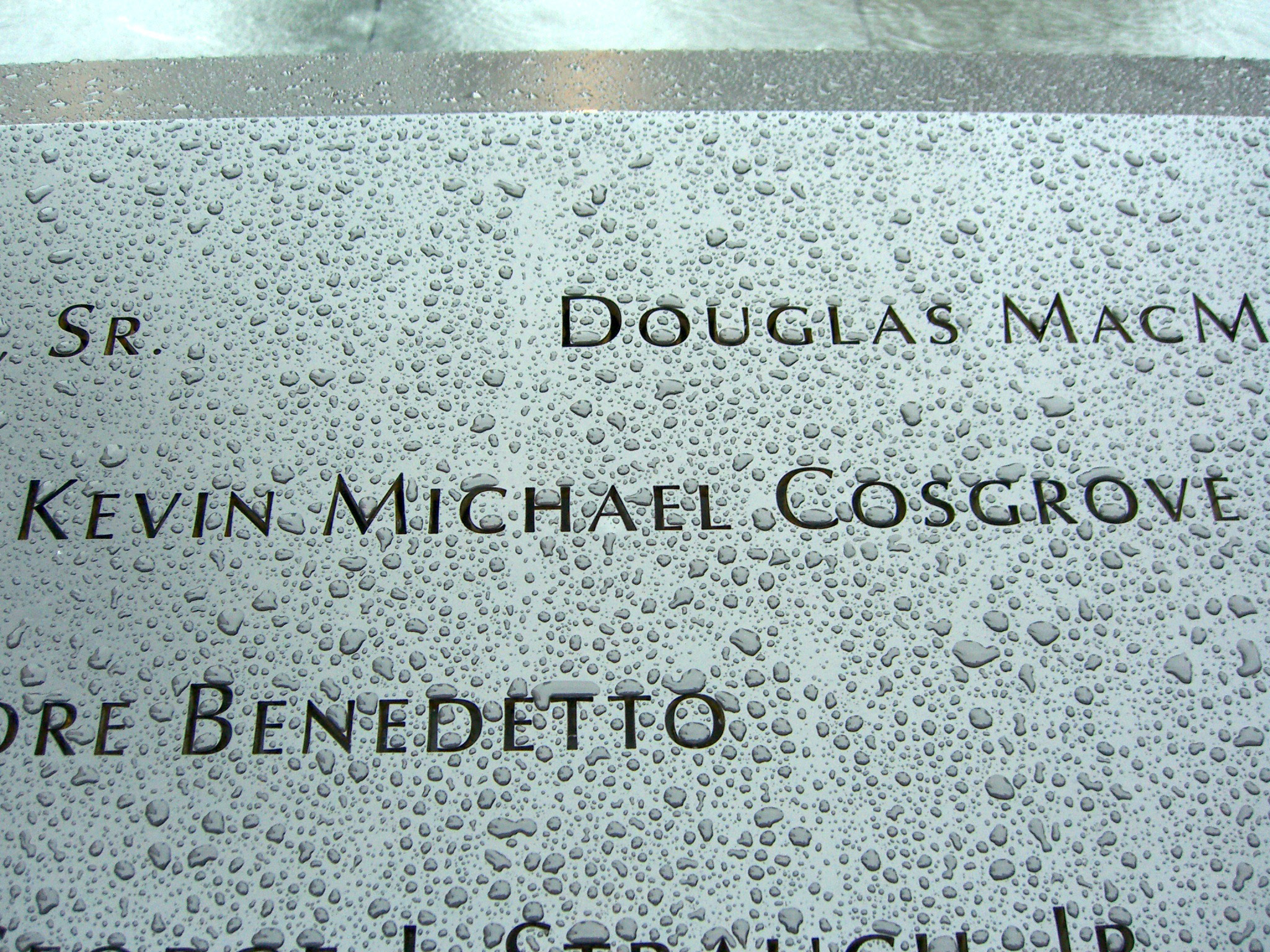
Il nome di Kevin Cosgrove inciso insieme a quelli delle altre vittime nella targa del National September 11 Memorial & Museum

L'11 settembre 2001 Cosgrove si trovava al lavoro al 105º piano della Torre Sud del World Trade Center quando il volo 175 della United Airlines si schiantò contro l'edificio alle 9:03 del mattino. Di lui è famosa soprattutto la telefonata effettuata al 911 circa 50 minuti dopo lo schianto dell'aereo e resa pubblica successivamente.
Nella registrazione si può sentire Cosgrove dire al centralino che stava chiamando dall'ufficio del suo collega John Ostaru e che altre due persone erano con lui. Cosgrove disse all'operatore: "Mia moglie pensa che stia bene; ho chiamato e ho detto che stavo lasciando l'edificio e che stavo bene, e poi bang!" Successivamente un operatore del 911 lo chiamò ed egli rispose: "Stiamo guardando [...] siamo affacciati sul Financial Center. Siamo in tre. Due finestre rotte." Successivamente si sente un rombo mentre l'edificio inizia a crollare con Cosgrove che grida: "Oh, Dio! Oh—!", fin quando la sua chiamata non si interrompe immediatamente al crollo definitivo della Torre Sud alle 9:59.

### Eventi successivi
I resti di Cosgrove furono poi trovati e identificati e sepolti undici giorni dopo nel St. Patrick Catholic Cemetery di Huntington, nello stato di New York.
La registrazione della sua telefonata fu fatta sentire in aula durante il processo contro Zakariyya Musawi, accusato di cospirazione e legato agli attentati dell'11 settembre, in cui i pubblici ministeri ne chiesero la pena di morte. In essa si poté chiaramente sentire Cosgrove dire ad uno degli operatori del 911: "Non siamo pronti a morire."
Wendy Cosgrove, che era presente lì in aula, ha testimoniato che il loro figlio maggiore, che aveva 12 anni all'epoca dei fatti, ha subito un calo del suo rendimento scolastico e ha sviluppato rabbia e abitudini autodistruttive, nonché problemi con la legge, mentre la loro figlia di mezzo, all'epoca di 9 anni, era stata dedita all'autolesionismo per il quale fu sottoposta a terapia.